# لنز المپوس ام. زویکو دیجیتال ئی‌دی ۱۴–۴۲میلی‌متر اف/۳٫۵–۵٫۶ ۲ ام‌اس‌سی
لنز المپوس ام. زویکو دیجیتال ئی‌دی ۱۴–۴۲میلی‌متر اف/۳٫۵–۵٫۶ ۲ ام‌اس‌سی (به انگلیسی: Olympus M.Zuiko Digital ED 14-42mm f/3.5-5.6 II MSC lens) نام لنز دوربین عکاسی از نوع زوم است که توسط شرکت المپوس تولید می‌شود. فاصلهٔ کانونی این لنز ۱۴ تا ۴۲ میلی‌متر و ضریب اف آن اف ۳٫۵ تا ۵٫۶ تا است. این لنز در ۲۰۰۸ میلادی تولید و عرضه شده است. مدل جدیدتر آن با همین مشخصات و با پسوند آر در سال بعد عرضه شد.